# بادیگارد (فیلم ۲۰۱۰)
«محافظ شخصی» (انگلیسی: Bodyguard) فیلمی در ژانر کمدی رمانتیک است که در سال ۲۰۱۰ منتشر شد.